# Giro d’Italia 2016
Der 99. Giro d’Italia 2016 fand vom 6. bis zum 29. Mai 2016 statt. Er startete in Apeldoorn in den Niederlanden mit einem Einzelzeitfahren und endete nach 3.383 km in Turin. Es siegte – zum zweiten Mal nach 2013 – der Italiener Vincenzo Nibali.

## Teilnehmer
Es gingen 198 Fahrer aus 34 Nationen in 22 Mannschaften zu je neun Fahrern an den Start der Rundfahrt. Mit 53 Fahren stellte Italien die größte Gruppe. Aus Deutschland nahmen acht, aus der Schweiz und Österreich je vier und aus Luxemburg zwei Fahrer teil.

### Mannschaften
Startberechtigt waren die 18 UCI WorldTeams. Zusätzlich waren vom Veranstalter RCS Sport per Wildcard vier UCI Professional Continental Teams eingeladen.
| WorldTeams (18)- AG2R La Mondiale - Astana - BMC Racing Team - Cannondale - Dimension Data - Etixx-Quick Step - FDJ - IAM Cycling - Lampre-Merida - Lotto-Soudal - Movistar Team - Orica-GreenEDGE - Giant-Alpecin - Katusha - Lotto NL-Jumbo - Sky - Tinkoff - Trek-Segafredo Professional Continental Teams (4)- Bardiani CSF - Gazprom-RusVelo - Nippo-Vini Fantini - Wilier Triestina-Southeast |
| |

### Favoriten
Die aussichtsreichsten Favoriten um den Gesamtsieg waren Vincenzo Nibali (AST), Mikel Landa (SKY), Alejandro Valverde (MOV) und Rafał Majka (TNK).
Für die Entscheidungen in den Massensprints wurden vor allem Arnaud Démare (FDJ), Elia Viviani (SKY), André Greipel (LTS), Marcel Kittel (EQS) und Caleb Ewan (OGE) genannt.

## Strecke

### Verlauf

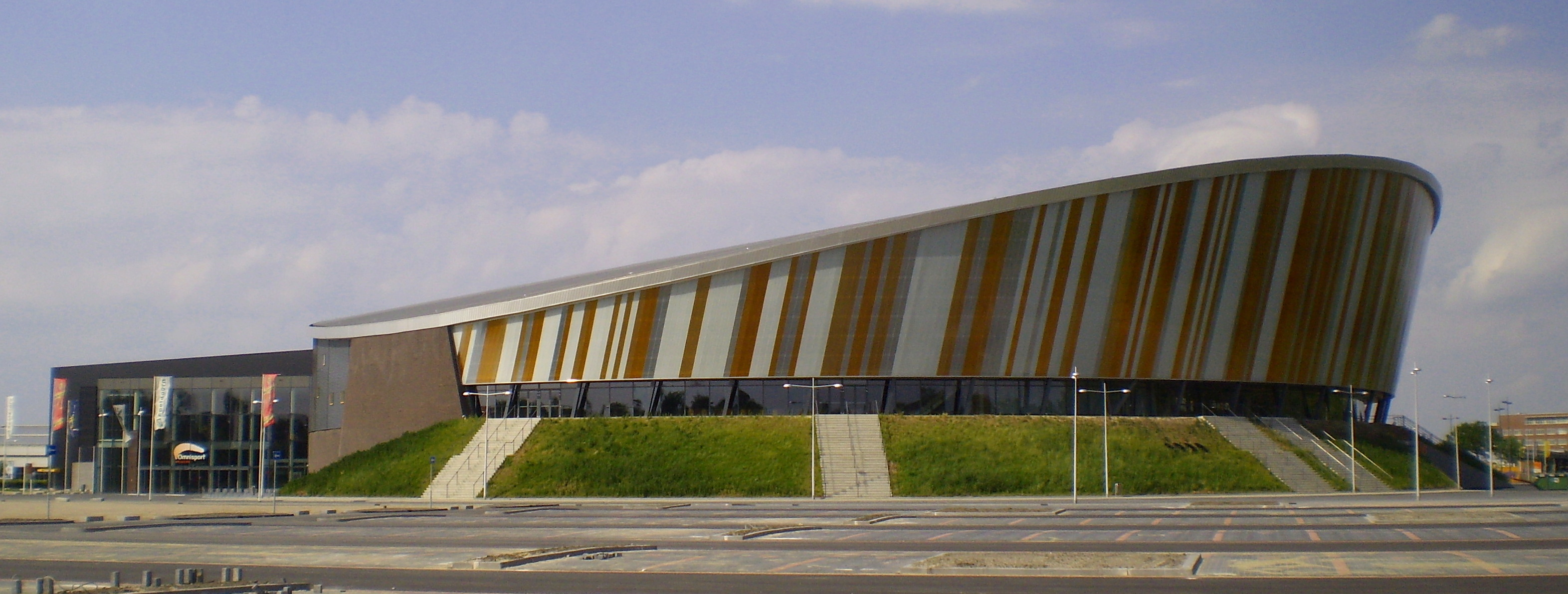
Der Auftakt des Giros erfolgte im Omnisport Apeldoorn.

Wie schon 2002 und 2010 fand der Grande Partenza in den Niederlanden statt. Der Start des Auftaktzeitfahrens erfolgte innerhalb des Velodroms von Apeldoorn, dem Omnisport Apeldoorn. Die darauf folgenden beiden Flachetappen wurden hauptsächlich in der Provinz Gelderland ausgetragen, wobei auf der zweiten Etappe in Richtung Nijmegen die Strecke knapp 40 Kilometer vor dem Ziel für einige hundert Meter auch durch die deutsche Ortschaft Wyler (NRW) führte.
Am ersten Ruhetag erfolgte der Transfer in den Süden Italiens nach Catanzaro in Kalabrien. Im weiteren Verlauf wurde Italien zunächst in Richtung Norden durchquert. Etappenziel der vierten Etappe war Praia a Mare am Tyrrhenischen Meer, die erste Bergankunft befand sich in Mittelitalien im Ziel der sechsten Etappe in Aremogna (bei Roccaraso) in den Abruzzen auf einer Höhe von 1572 m. Bis dahin hatten die Fahrer im Flachland startend, bereits den Bocca della Selva auf einer Höhe von 1393 m und die anschließende Abfahrt bis auf eine Höhe von etwa 500 m überwunden. Die siebte Etappe war recht flach, wie auch der größte Teil der achten Etappe, wo nur der kurze, aber steile Anstieg von etwa 500 Höhenmeter am Alpe di Poti die Strecke erschwerte. Die neunte Etappe wurde als Einzelzeitfahren über 40,5 km in der Region Chianti ausgetragen.

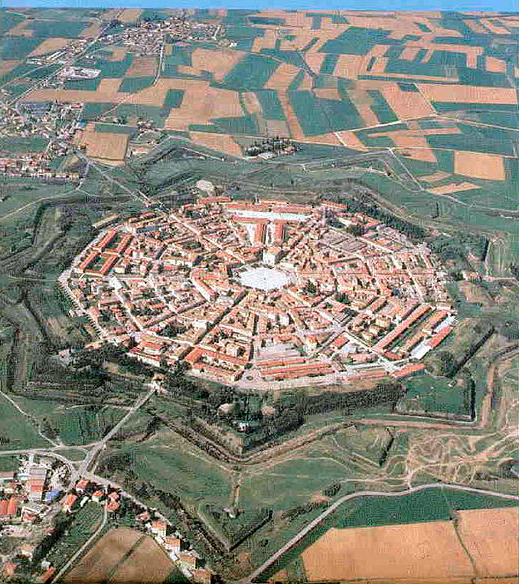
Palmanova, Startort der ersten Alpenetappe. Zwei Anstiege der ersten und zwei Anstiege der zweiten Kategorie mussten auf der 13. Etappe bezwungen werden.

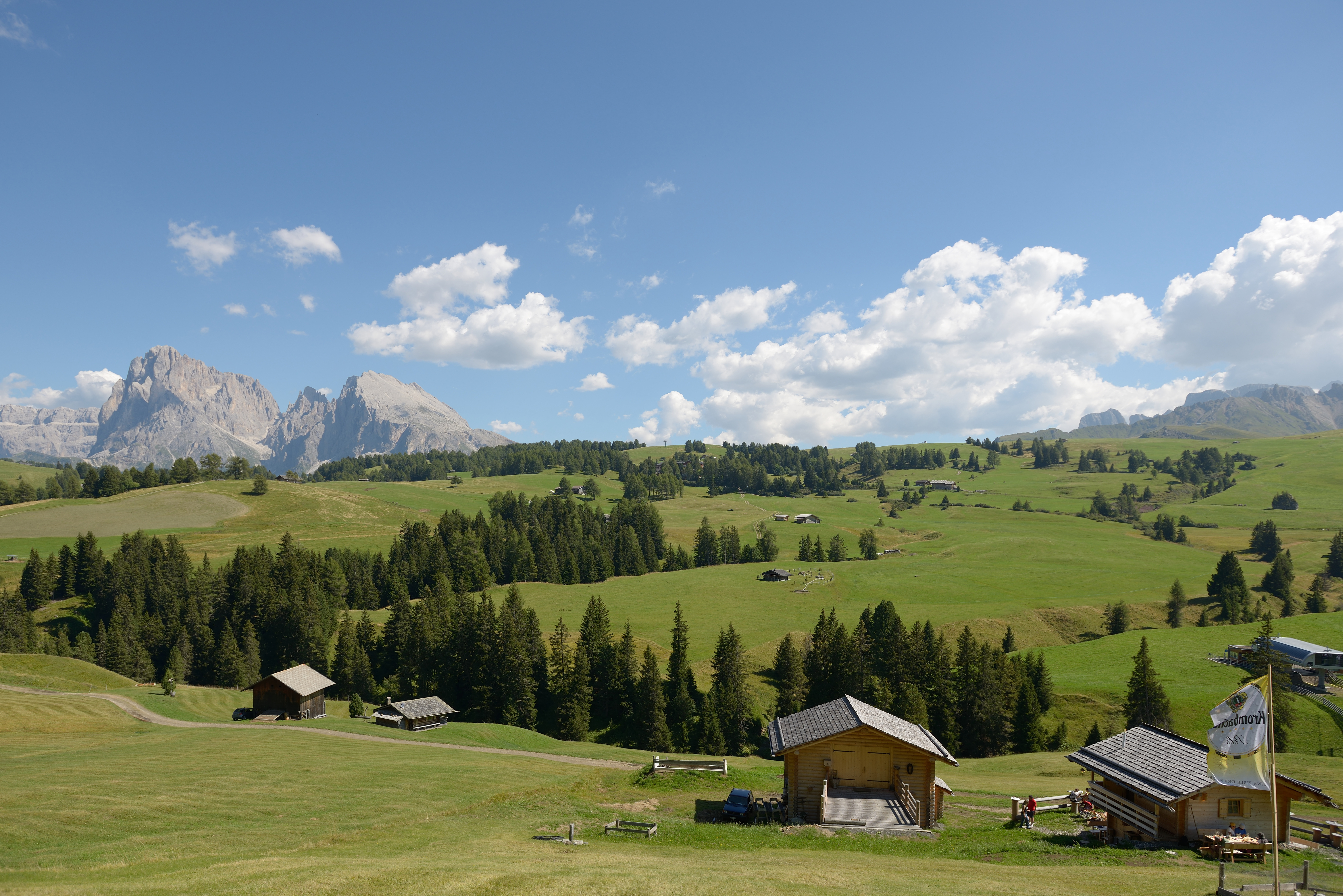
Die 15. Etappe wurde als Bergzeitfahren von Kastelruth zur Seiser Alm auf 1.844 m ausgetragen.

Nach dem anschließenden zweiten Ruhetag verlief die Strecke ausgehend von der Toskana in Richtung Nordosten. Die elfte Etappe begann in Modena, am südlichen Rand der Poebene, im Ziel der zwölften Etappe wurde das an der Adriaküste gelegene Bibione erreicht. Am Ende der zweiten Woche stand die Königsetappe, die Etappe 14, mit sechs klassifizierten Anstiegen und dem Ziel in Alta Badia an. Die Strecke führt die Fahren von etwa 400 m Höhe auf über 2000 m Höhe in den Dolomiten, darunter zum Passo Pordoi, zum Passo di Giau, zum Passo di Valparola, bevor kurz vor dem Ziel noch die Mür dl Giat (Katzenmauer), einer Rampe am Ortseingang von Stern, mit einer Steigung von bis zu 19 %, bezwungen werden musste. Am nächsten Tag erfolgte ein knapp elf Kilometer langes Bergzeitfahren zur auf 1844 m Höhe gelegenen Seiser Alm.
In der dritten Woche wurde Oberitalien zunächst in westlicher Richtung durchquert. Nach einer Bergetappe von Brixen über den Mendelpass mit Bergankunft in Andalo folgten zwei Überführungsetappen, bevor in den Westalpen das Finale begann. Während der 19. Etappe wurde im Anstieg zum höchsten Punkt des Giros, dem Colle dell’Agnello (CC), die italienisch-französische Grenze passiert. Mit einer Passhöhe von 2.744 m ist er der dritthöchste Alpenpass. Die Etappe endete nach 162 km mit einem Anstieg der 1. Kategorie in Risoul. Drei Anstiege der ersten Kategorie, darunter der 2.715 m hohe Col de la Bonette und der Col de la Lombarde, der die Grenze zu Italien markiert, sowie der Schlussanstieg nach Vinadio (3. Kategorie) standen auf dem Programm der vorletzten Etappe. 
Die 21. und letzte Etappe führte von Cuneo nach Turin. Auf einem 7,5 km langen Rundkurs  (8 Runden) entlang des Po-Ufers ging der Giro nach insgesamt 3.383 km zu Ende.

### Anstiege

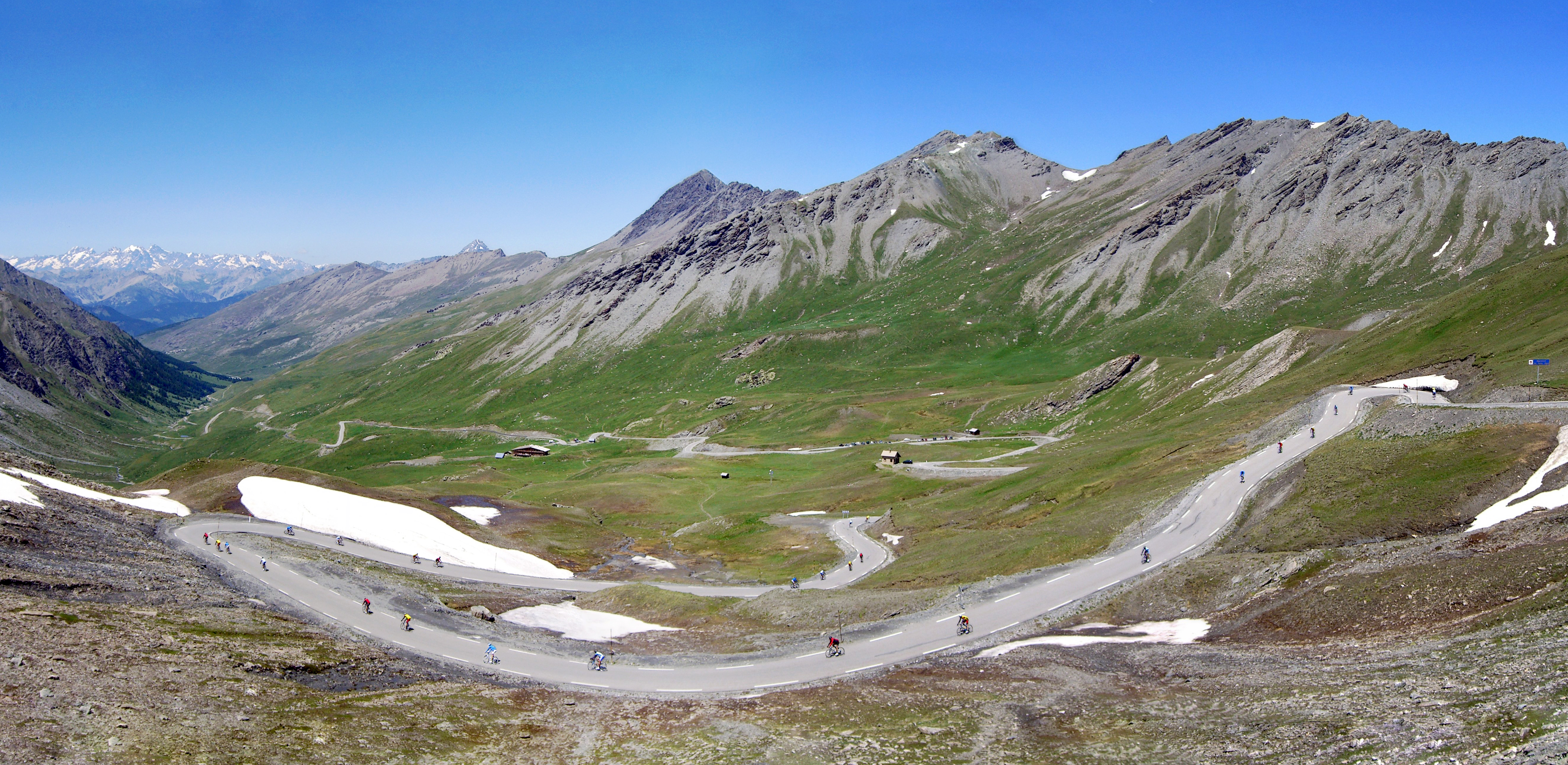
Colle dell’Agnello.

Profil der Nordrampe des Col de la Bonette.

Insgesamt sind beim Giro d’Italia 38 kategorisierte Anstiege zu bewältigen. Fünf Anstiege der vierten Kategorie, zehn der dritten, zwölf der zweiten, zehn der ersten sowie die Cima Coppi auf dem Colle dell’Agnello.
| Etappe | Pass / Anstieg             | Höhe    | Länge   | Steigung | Steigung |
| Etappe | Pass / Anstieg             | Höhe    | Länge   | Ø        | max      |
| ------ | -------------------------- | ------- | ------- | -------- | -------- |
| 10     | Pian del Falco             | 1.352 m | 16,3 km | 5,2 %    | 13 %     |
| 13     | Matajur                    | 985 m   | 8,3 km  | 9,3 %    | 15 %     |
| 13     | Cima Porzus                | 910 m   | 8,8 km  | 8,2 %    | 16 %     |
| 14     | Passo Pordoi               | 2.239 m | 9,3 km  | 6,9 %    | 9 %      |
| 14     | Passo di Giau              | 2.236 m | 9,8 km  | 9,4 %    | 14 %     |
| 15     | Seiser Alm / Alpe di Siusi | 1.844 m | 9,1 km  | 8,3 %    | 11 %     |
| 19     | Colle dell’Agnello         | 2.744 m | 21,3 km | 6,8 %    | 15 %     |
| 19     | Risoul                     | 1.862 m | 12,9 km | 6,9 %    | 10 %     |
| 20     | Col de Vars                | 2.108 m | 18,2 km | 6,0 %    | 13 %     |
| 20     | Col de la Bonette          | 2.715 m | 22,2 km | 6,7 %    | 10 %     |
| 20     | Col de la Lombarde         | 2.350 m | 19,8 km | 7,5 %    | 12 %     |

## Etappenübersicht
| Etappe     | Datum   | Etappenorte                         | type                 | Länge (km) | Etappensieger       | Gesamtführender    |
| ---------- | ------- | ----------------------------------- | -------------------- | ---------- | ------------------- | ------------------ |
| 1. Etappe  | 6. Mai  | Apeldoorn – Apeldoorn               | Einzelzeitfahren     | 9,8        | Tom Dumoulin        | Tom Dumoulin       |
| 2. Etappe  | 7. Mai  | Arnheim – Nijmegen                  | Flachetappe          | 190        | Marcel Kittel       | Tom Dumoulin       |
| 3. Etappe  | 8. Mai  | Nijmegen – Arnheim                  | Flachetappe          | 190        | Marcel Kittel       | Marcel Kittel      |
|            | 9. Mai  | Ruhetag                             | Ruhetag              |            |                     |                    |
| 4. Etappe  | 10. Mai | Catanzaro – Praia a Mare            | Mittelschwere Etappe | 200        | Diego Ulissi        | Tom Dumoulin       |
| 5. Etappe  | 11. Mai | Praia a Mare – Benevent             | Hügelige Etappe      | 233        | André Greipel       | Tom Dumoulin       |
| 6. Etappe  | 12. Mai | Ponte – Roccaraso                   | Mittelschwere Etappe | 157        | Tim Wellens         | Tom Dumoulin       |
| 7. Etappe  | 13. Mai | Sulmona – Foligno                   | Flachetappe          | 211        | André Greipel       | Tom Dumoulin       |
| 8. Etappe  | 14. Mai | Foligno – Arezzo                    | Mittelschwere Etappe | 186        | Gianluca Brambilla  | Gianluca Brambilla |
| 9. Etappe  | 15. Mai | Radda in Chianti – Greve in Chianti | Einzelzeitfahren     | 40,5       | Primož Roglič       | Gianluca Brambilla |
|            | 16. Mai | Ruhetag                             | Ruhetag              |            |                     |                    |
| 10. Etappe | 17. Mai | Campi Bisenzio – Sestola            | Mittelschwere Etappe | 219        | Giulio Ciccone      | Bob Jungels        |
| 11. Etappe | 18. Mai | Modena – Asolo                      | Hügelige Etappe      | 227        | Diego Ulissi        | Bob Jungels        |
| 12. Etappe | 19. Mai | Noale – Bibione                     | Flachetappe          | 182        | André Greipel       | Bob Jungels        |
| 13. Etappe | 20. Mai | Palmanova – Cividale del Friuli     | Mittelschwere Etappe | 170        | Mikel Nieve         | Andrey Amador      |
| 14. Etappe | 21. Mai | Farra d’Alpago – Corvara            | Hochgebirgsetappe    | 210        | Esteban Chaves      | Steven Kruijswijk  |
| 15. Etappe | 22. Mai | Kastelruth – Seiser Alm             | Bergzeitfahren       | 10,8       | Alexander Foliforow | Steven Kruijswijk  |
|            | 23. Mai | Ruhetag                             | Ruhetag              |            |                     |                    |
| 16. Etappe | 24. Mai | Brixen – Andalo                     | Hochgebirgsetappe    | 132        | Alejandro Valverde  | Steven Kruijswijk  |
| 17. Etappe | 25. Mai | Molveno – Cassano d’Adda            | Flachetappe          | 196        | Roger Kluge         | Steven Kruijswijk  |
| 18. Etappe | 26. Mai | Muggiò – Pinerolo                   | Mittelschwere Etappe | 244        | Matteo Trentin      | Steven Kruijswijk  |
| 19. Etappe | 27. Mai | Pinerolo – Risoul                   | Hochgebirgsetappe    | 162        | Vincenzo Nibali     | Esteban Chaves     |
| 20. Etappe | 28. Mai | Guillestre – Vinadio                | Hochgebirgsetappe    | 134        | Rein Taaramäe       | Vincenzo Nibali    |
| 21. Etappe | 29. Mai | Cuneo – Turin                       | Flachetappe          | 163        | Nikias Arndt        | Vincenzo Nibali    |

## Rennverlauf

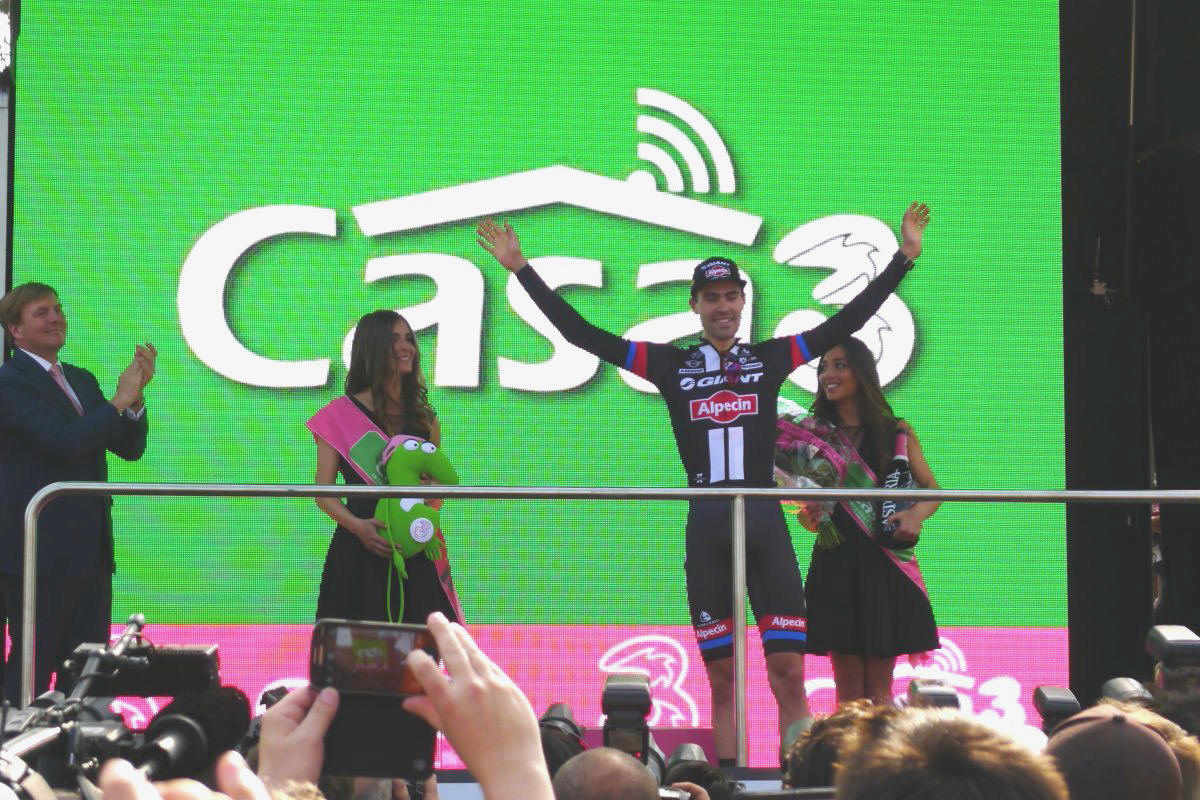
Der Niederländer Tom Dumoulin gewann das Auftaktzeitfahren im niederländischen Apeldoorn und trug während der beiden Flachetappen in den Niederlanden das Maglia Rosa.
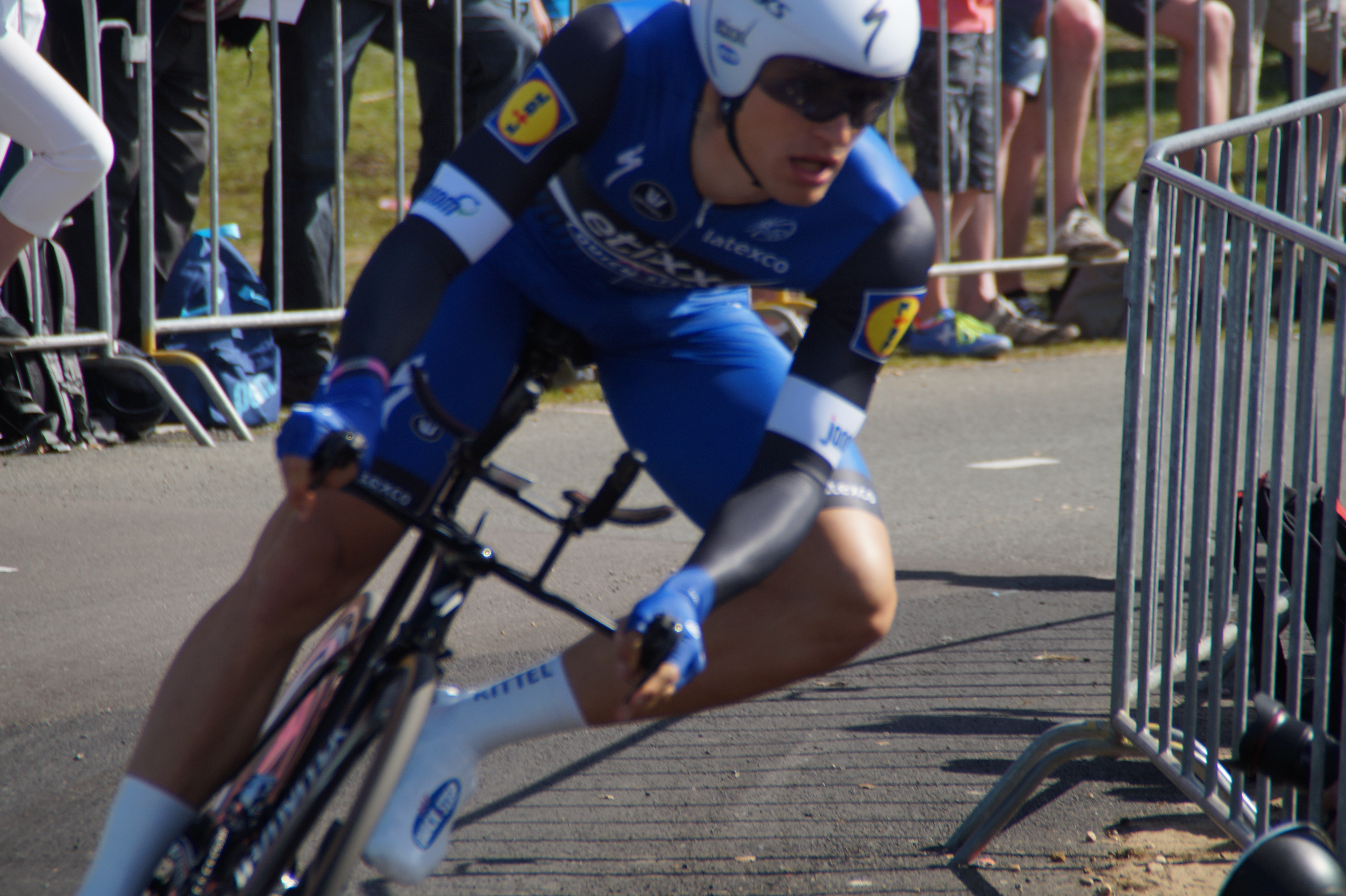
Marcel Kittel gewann die beiden Flachetappen in den Niederlanden und übernahm durch die Bonussekunden die Führung in der Gesamtwertung. Nach nur einem Tag in Rosa musste er die Führung wieder an Tom Dumoulin abgeben.
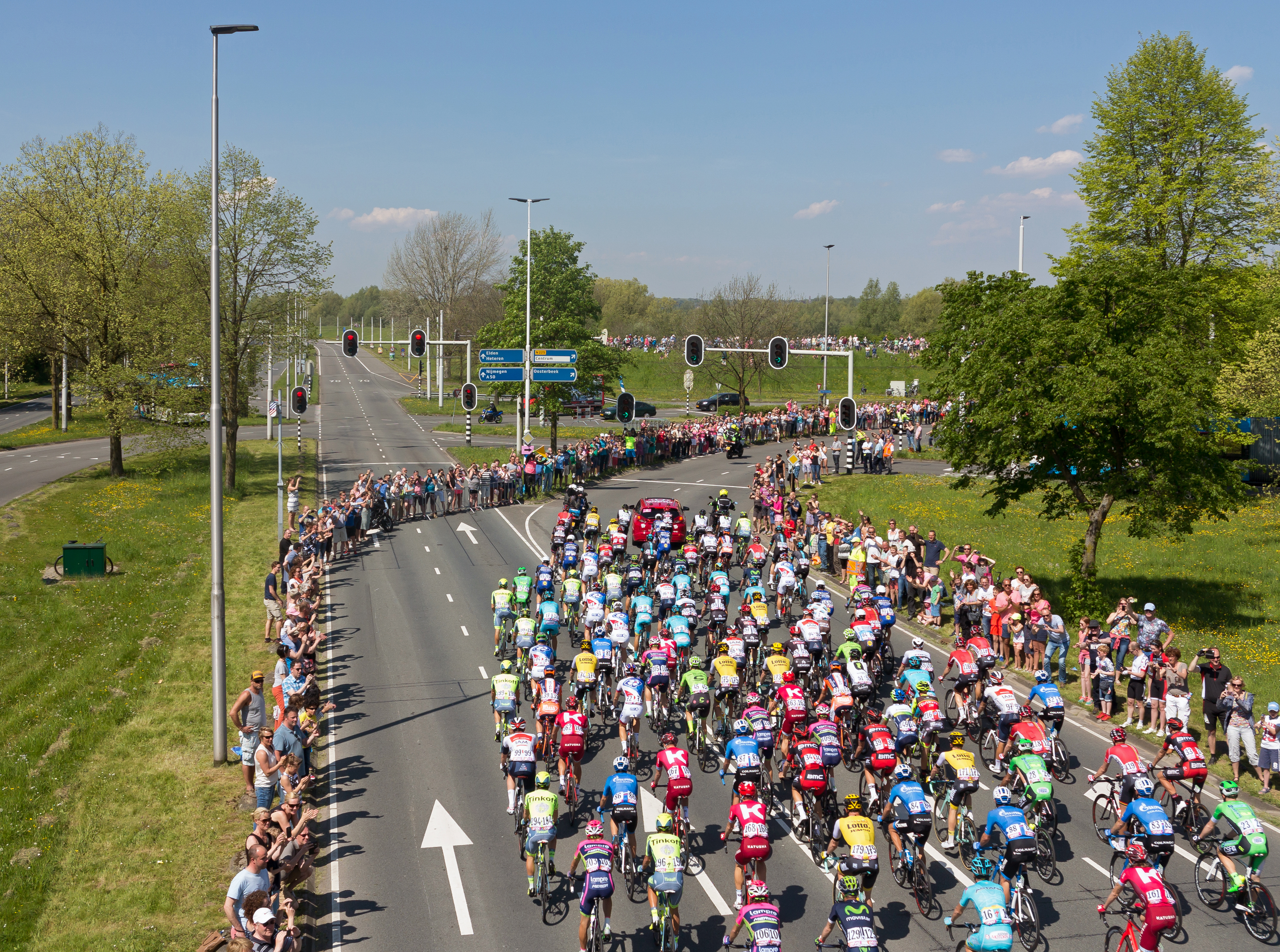
Das Peloton auf der zweiten Etappe in Arnhem.
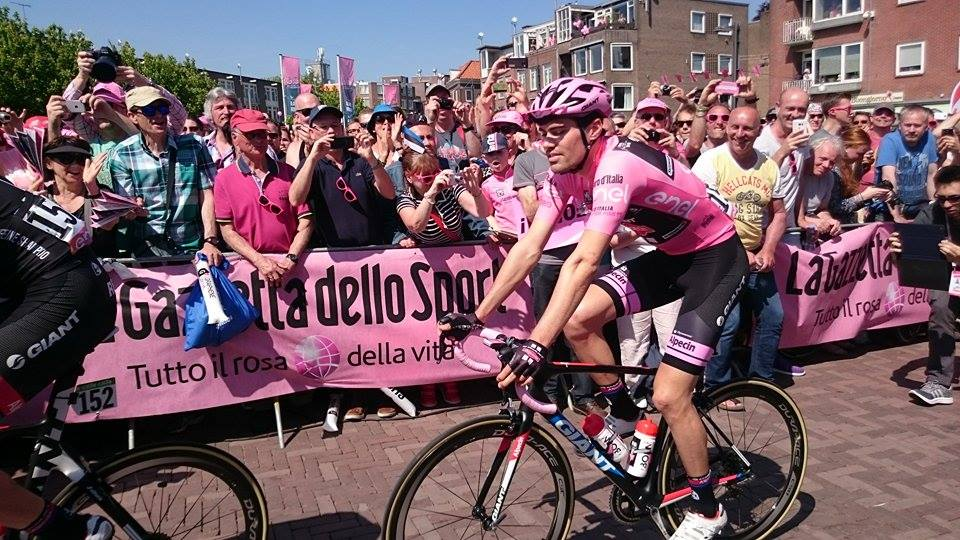
Tom Dumoulin, hier vor dem Start der zweiten Etappe, konnte in Praia a Mare das Maglia Rosa von Marcel Kittel zurückerobern.
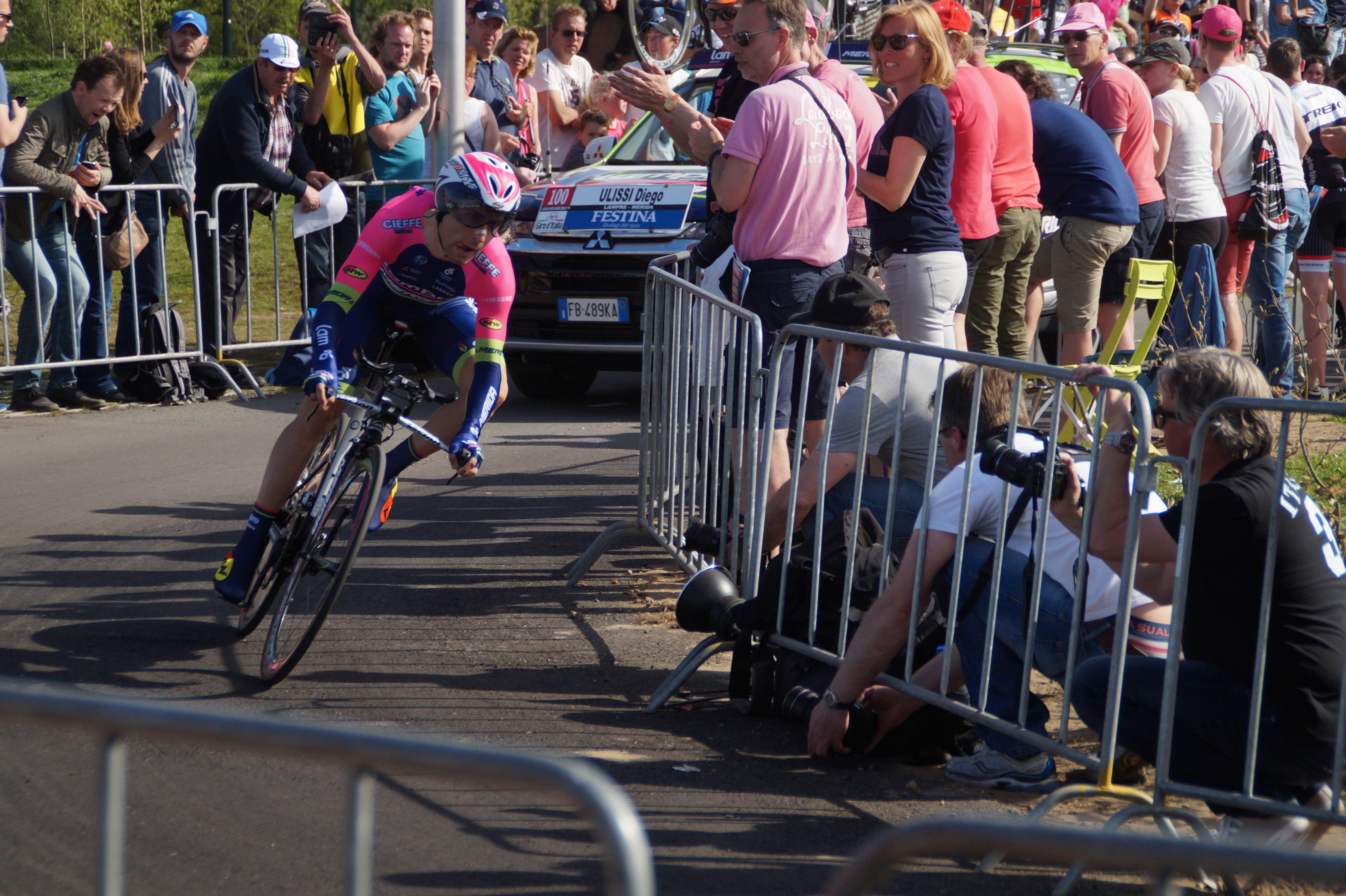
Diego Ulissi gewann zwei Etappen.
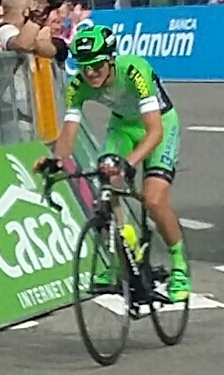
Giulio Ciccone gewann die zehnte Etappe hinauf nach Sestola (3. Kat.) .
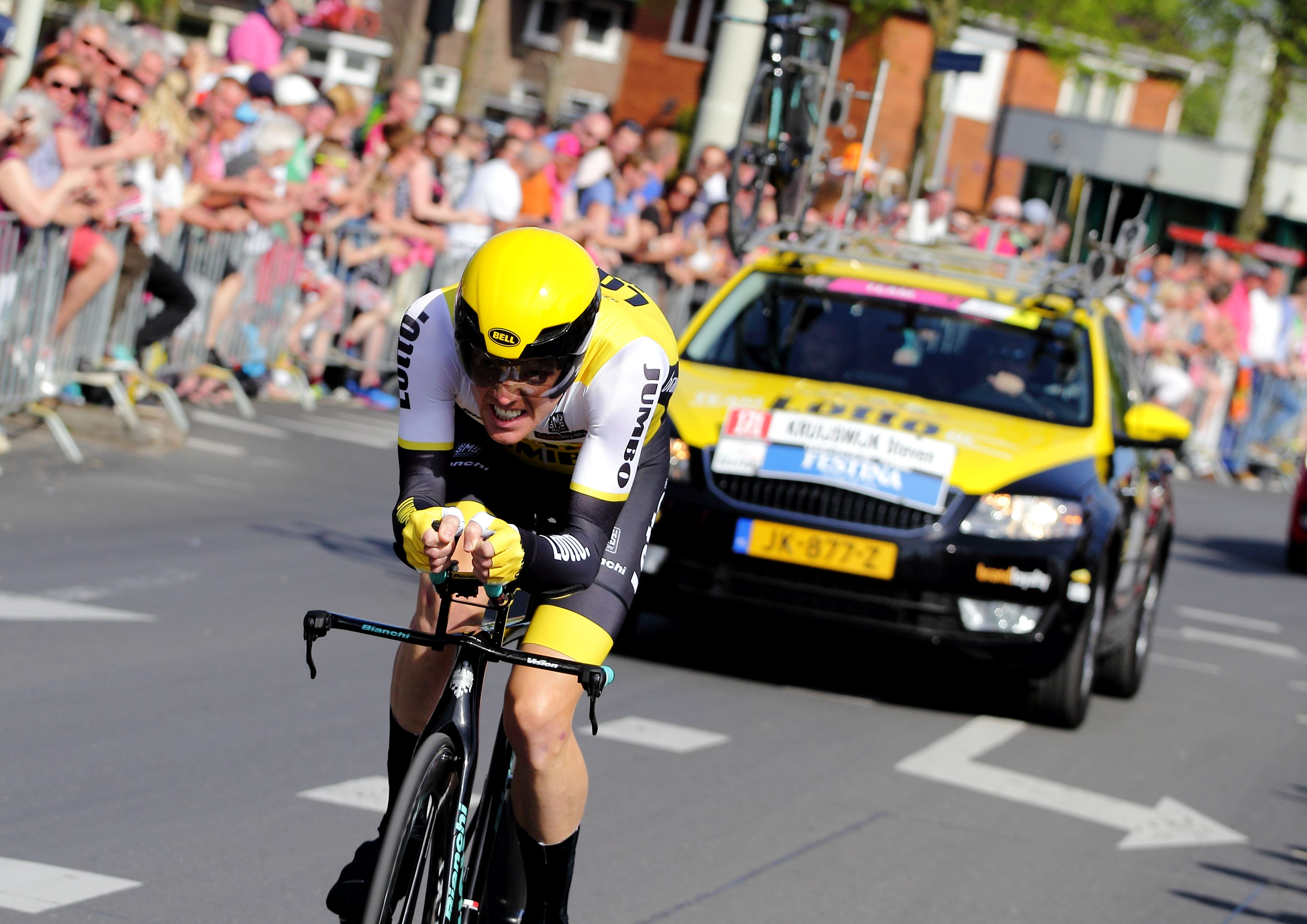
Steven Kruijswijk übernahm nach der Königsetappe die Führung in der Gesamtwertung.
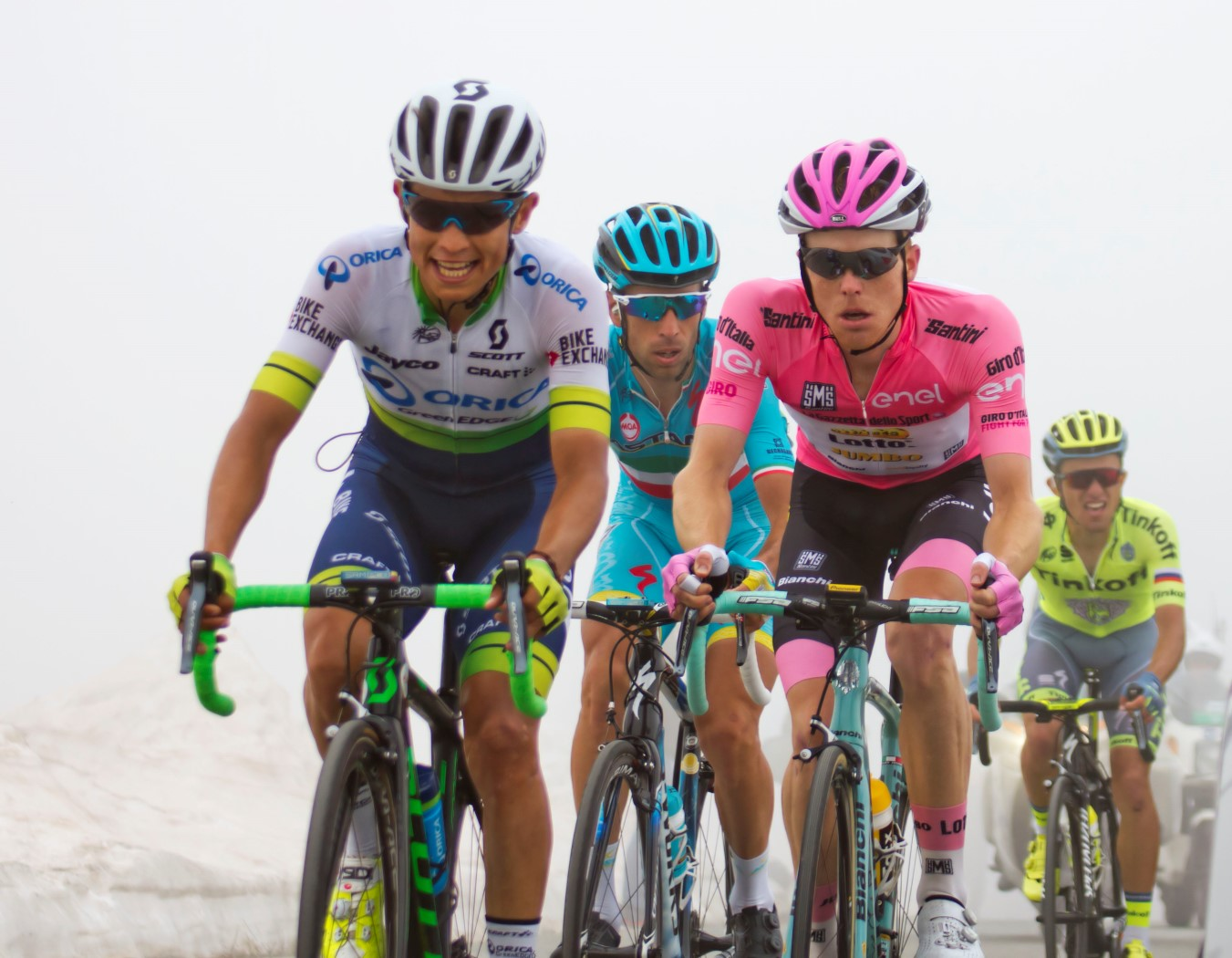
Esteban Chaves, Steven Kruijswijk, Vincenzo Nibali und Rafał Majka im Anstieg zum Colle dell’Agnello. Ein Sturz in der Abfahrt machte Kruijswijks Chancen auf den Sieg der Rundfahrt zunichte.
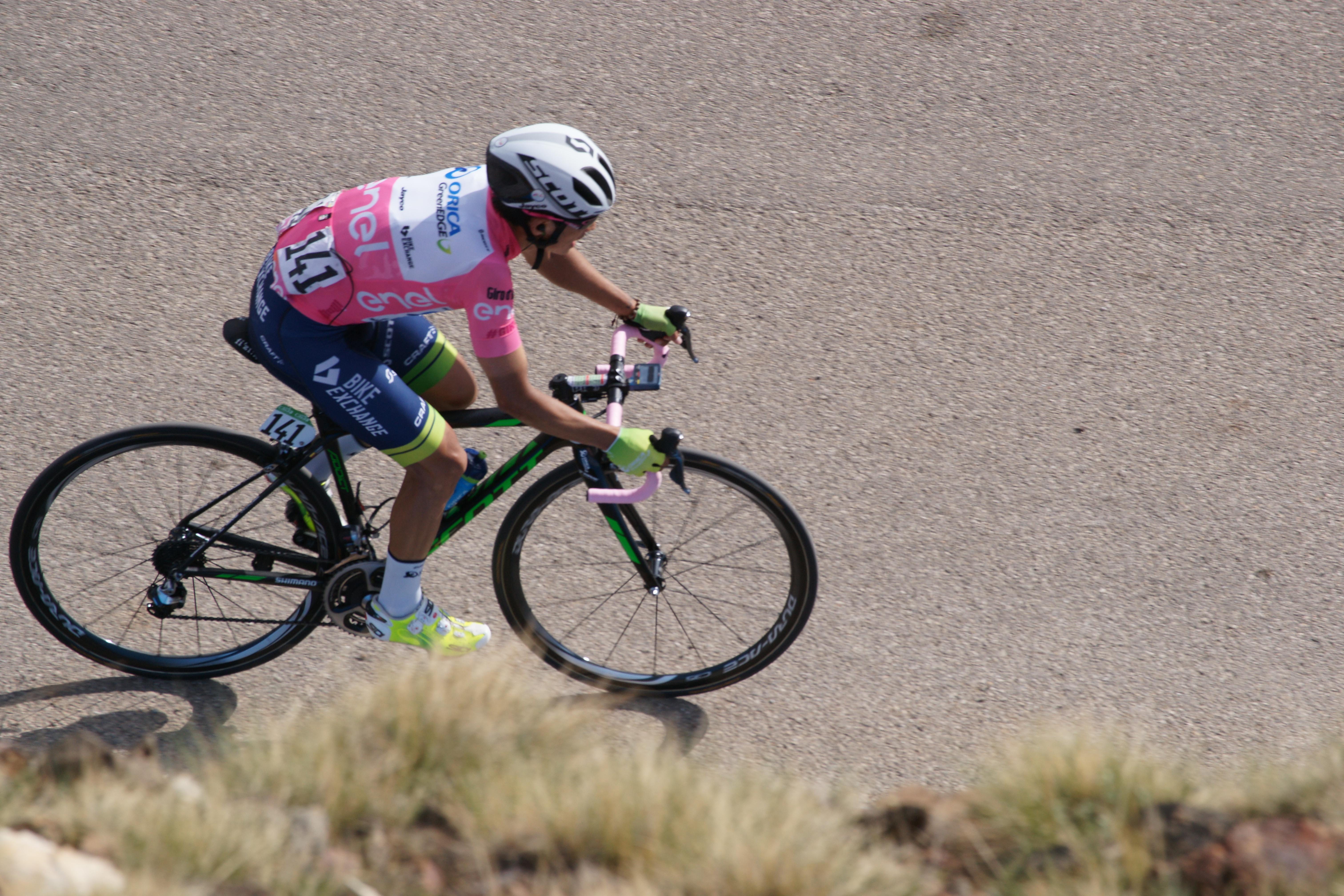
Esteban Chaves übernahm nach der 18. Etappe für einen Tag die Führung in der Gesamtwertung.
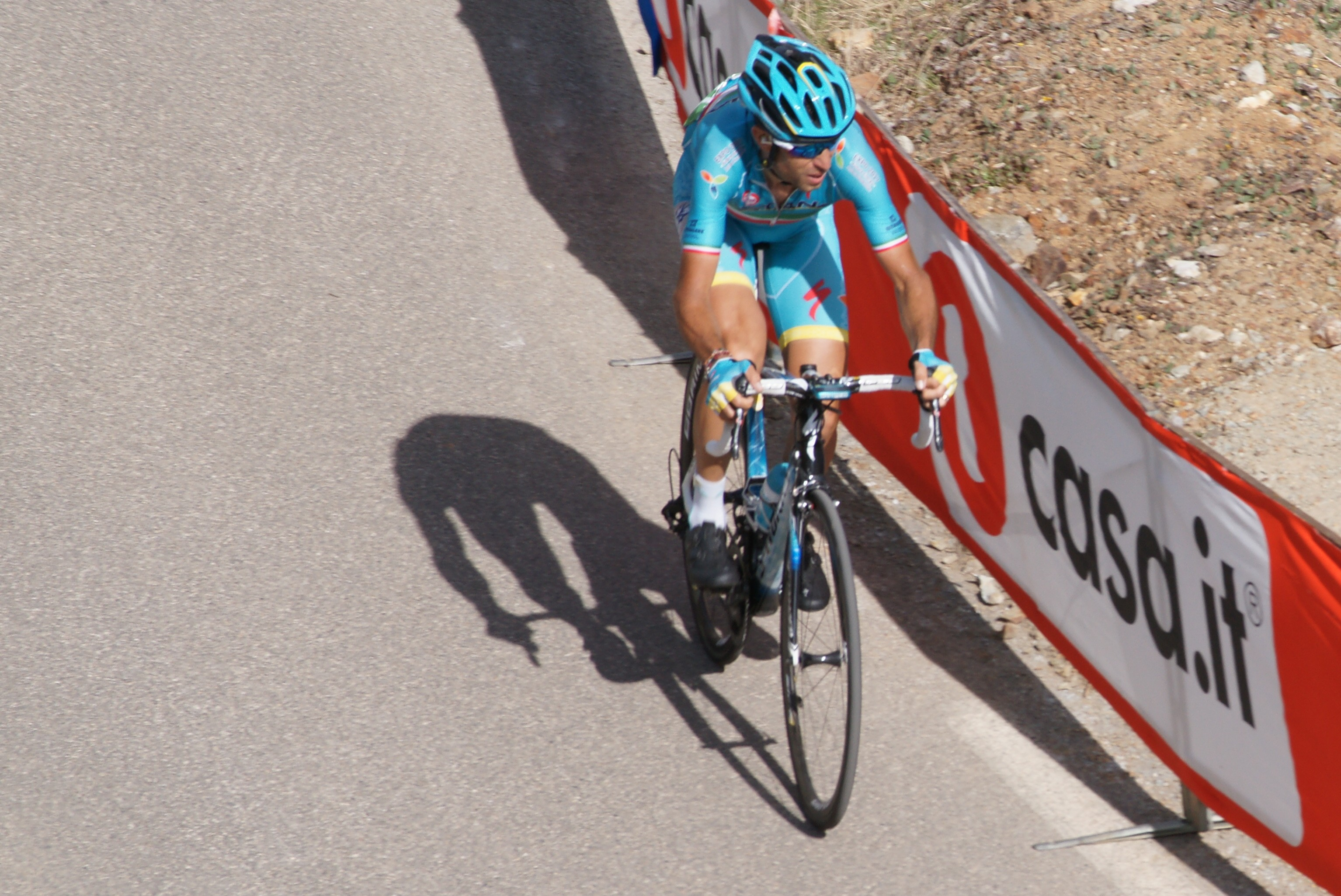
Durch eine überzeugende Vorstellung während der 19. und 20. Etappe konnte Vincenzo Nibali das Maglia Rosa übernehmen.
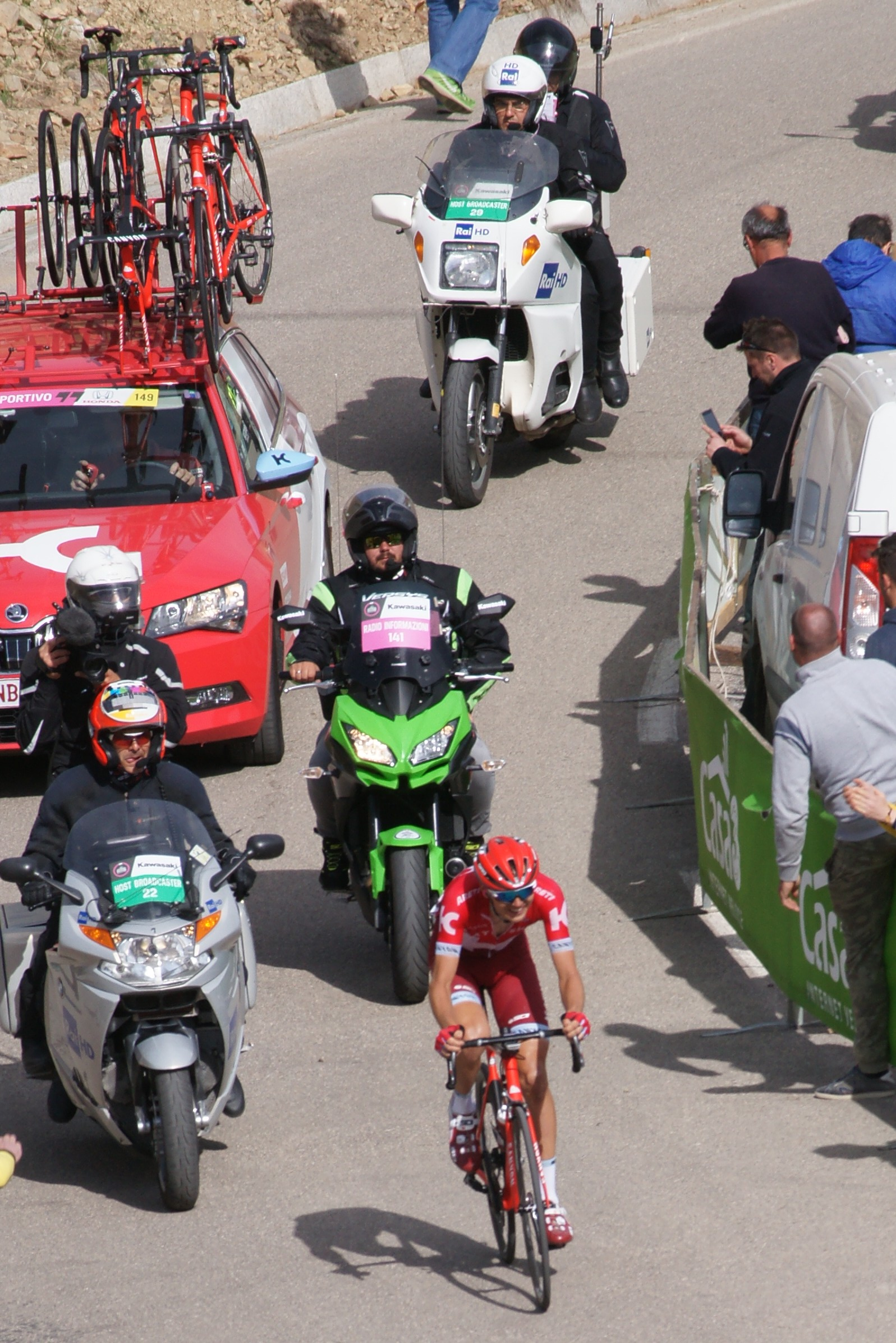
Rein Taaramäe, hier am während der 20. Etappe am Col de la Lombarde, gewann die vorletzte Etappe des Giros.
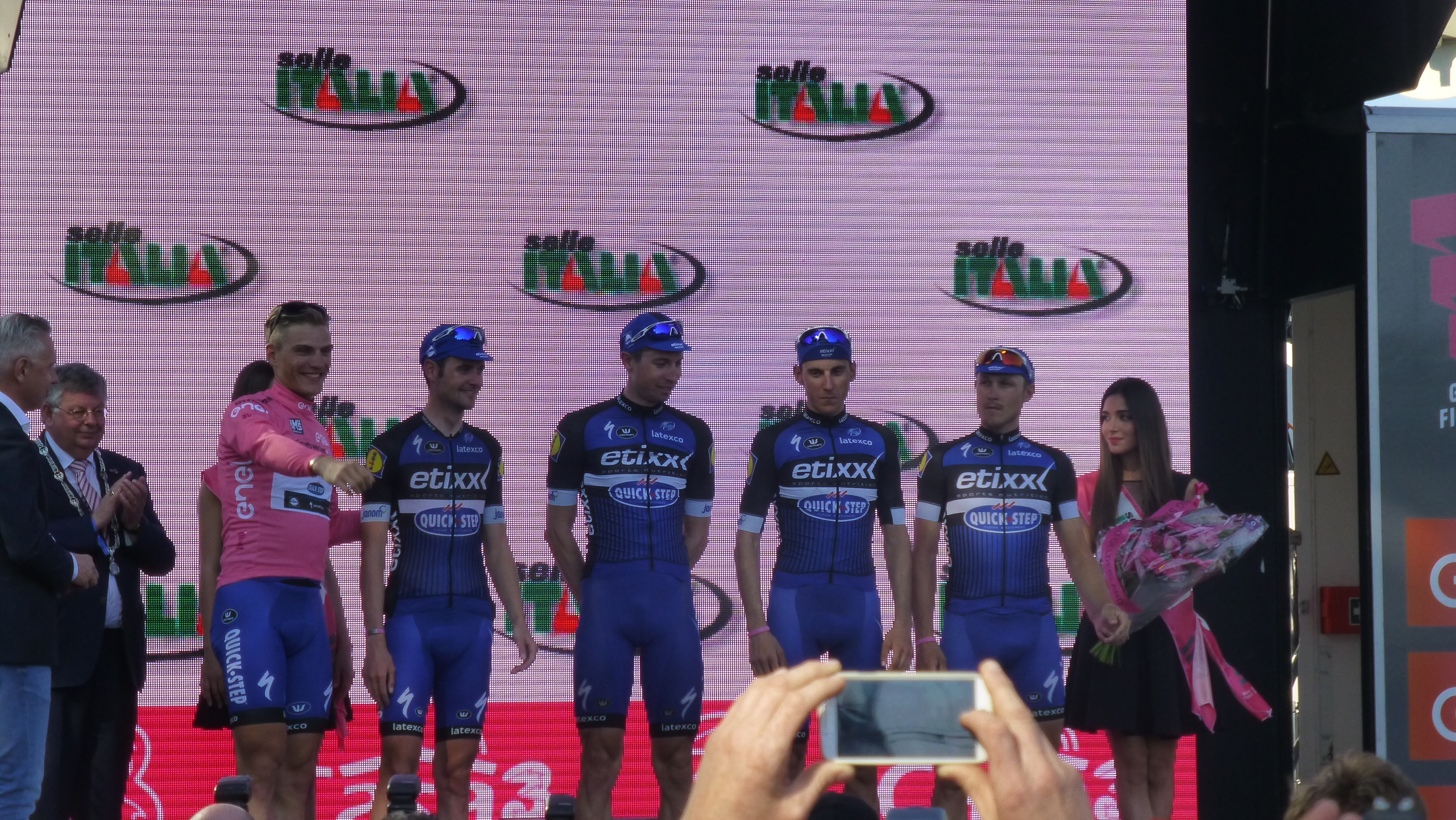
Mit fünf Etappensiegen, sechs Tagen im Maglia Rosa, dem Gewinn der Nachwuchswertung und dem Gewinn der Mannschaftswertung Super Team verlief die Italien-Rundfahrt für Etixx-Quick Step außerordentlich erfolgreich.

## Endergebnis
Vincenzo Nibali erzielte mit dem Gesamtsieg seinen vierten Karriereerfolg bei einer der Grand Tours. Er blieb zunächst hinter den Erwartungen der Öffentlichkeit zurück, verbesserte sich aber in der dritten Rennwoche. Nach einem Sturz des bis dahin Gesamtführenden Steven Kruijswijk (Niederlande) auf einer Abfahrt gewann Nibali die Bergankunft der 19. Etappe nach Risoul. Am nächsten Tag griff er den neuen Träger des Maglia Rosa, den Kolumbianier Esteban Chaves am vorletzten Berg an und übernahm hierdurch die Gesamtführung. Chaves wurde daraufhin Zweiter der Gesamtwertung vor dem Spanier Alejandro Valverde.
Mit sieben Etappensiege durch André Greipel (3) Marcel Kittel (2), Roger Kluge und Nikias Arndt wurde Deutschland die Nation mit den meisten Tageserfolgen.
Die Punktewertung (Maglia Rossa) gewann der Italiener Giacomo Nizzolo, die Bergwertung (Maglia Azzurra) der Spanier Mikel Nieve und die Nachwuchswertung (Maglia Bianca) der Luxemburger Bob Jungels. Die Mannschaftswertung nach Zeit Winning Team gewann das kasachische Astana Pro Team.
Weitere Wertungen gewannen Michele Scarponi (Cima Coppi), Daniel Oss (die Zwischensprintwertung Traguardo Volante  und die Ausreißerwertung), Matteo Trentin (Kampfpreis), Etixx-Quick Step (Mannschaftswertung nach Punkten Super Team) und das Team Lotto NL-Jumbo (Fairplay).

## Wertungen und Prämien

### Reglement
Der Führende der Gesamtwertung trägt das Maglia Rosa. Die Gesamtwertung ergibt sich wie stets bei internationalen Etappenrennen aus der Addition der gefahrenen Zeiten. Zusätzlich gibt es bei den Etappen – außer den Zeitfahretappen 10, 6 und 4 und bei den Zwischensprints 3, 2 und 1 Sekunden Zeitbonifikation. Für die Fahrer, die nach dem 1. Januar 1991 geboren wurden, wird auf dieser Basis die Nachwuchswertung vergeben, deren Führender mit dem Maglia Bianca ausgezeichnet wird.
Der Führende der Punktewertung trägt das Maglia Rossa. Für diese Wertung werden bei flachen Etappen zwischen 50 und 1 Punkt für die ersten 15, bei mittelschweren Etappen zwischen 25 und 1 Punkt für die ersten 10 sowie bei Bergetappen und Zeitfahren zwischen 15 und 1 Punkt für die ersten 10 Fahrer vergeben. Bei Zwischensprints werden auf Flachetappen zwischen 20 und 1 Punkt für die ersten 8, bei mittelschweren Etappen zwischen 10 und 1 Punkt für die ersten 5 und bei Bergetappen zwischen 8 und 1 Punkt für die ersten 3 Fahrer vergeben.
Der Führende in der Bergwertung trägt das Maglia Azzurra. Punkte werden vergeben auf der Cima Coppi zwischen 45 und 1 Punkt für die ersten 9, auf Bergen der 1. Kategorie zwischen 35 und 1 Punkt für die ersten 8, auf Bergen der zweiten Kategorie zwischen 15 und 1 für die ersten 6, bei Anstiegen der dritten Kategorie zwischen 7 und 1 Punkt für die ersten 4 und bei Anstiegen der vierten Kategorie zwischen 3 und 1 Punkten für die ersten 3 Fahrer.
Außerdem gibt es zwei Mannschaftswertungen. Die Wertung Winning Team ist eine Wertung, die sich aus der Addition der Tageszeiten der jeweils drei besten Fahrer des Teams ergibt. Die Wertung Super Team ergibt sich aus Punkten, die für vordere Platzierungen der Fahrer eines Teams bei den Etappen vergeben werden.
Daneben gibt es noch folgende Sonderpreise:
- Zwischensprintwertung: Auf jeder Etappe (außer Zeitfahren) erhalten die ersten fünf Fahrer bei den Zwischensprints 10, 6, 3, 2, und einen Punkt.
- Ausreißer-Wertung: Sieger wird der Fahrer, der im gesamten Rennen am längsten in Ausreißergruppen (in einer Gruppe von maximal zehn Fahrern) aktiv war.
- Kämpferischster Fahrer: Bei Zielankünften, den Zwischensprints und jeder Bergwertung werden Zähler für dieses Klassement vergeben. Die Anzahl der Zähler entspricht dabei aber nicht den ansonsten dort vergebenen Punkten.
- Fair Play-Wertung: Grundlage für diese Wertung ist ein Punktesystem, bei dem es gilt, möglichst wenig Zähler zu sammeln. Beispielsweise wird eine Geldbuße in einen Strafpunkt je 10 Schweizer Franken umgerechnet, Zeitstrafen bringen zwei Punkte je Sekunde.

### Wertungen
Die Tabelle zeigt die Führenden der jeweiligen Wertung nach Abschluss der Etappe an.
| Etappe | Gesamtwertung            | Punktewertung           | Bergwertung              | Nachwuchswertung        | Mannschaftswertungen | Mannschaftswertungen |
| Etappe | Gesamtwertung            | Punktewertung           | Bergwertung              | Nachwuchswertung        | Winning Team         | Super Team           |
| ------ | ------------------------ | ----------------------- | ------------------------ | ----------------------- | -------------------- | -------------------- |
| 1.     | Tom Dumoulin (TGA)       | Tom Dumoulin (1) (TGA)  | nicht vergeben           | Tobias Ludvigsson (TGA) | Team Giant-Alpecin   | Team Giant-Alpecin   |
| 2.     | Tom Dumoulin (TGA)       | Marcel Kittel (2) (EQS) | Omar Fraile (DDD)        | Tobias Ludvigsson (TGA) | Team Giant-Alpecin   | Team Giant-Alpecin   |
| 3.     | Marcel Kittel (EQS)      | Marcel Kittel (2) (EQS) | Maarten Tjallingii (TLJ) | Tobias Ludvigsson (TGA) | Team Giant-Alpecin   | Etixx-Quick Step     |
| 4.     | Tom Dumoulin (TGA)       | Marcel Kittel (2) (EQS) | Damiano Cunego (NIP)     | Bob Jungels (3) (EQS)   | Astana Pro Team      | Etixx-Quick Step     |
| 5.     | Tom Dumoulin (TGA)       | Marcel Kittel (2) (EQS) | Damiano Cunego (NIP)     | Bob Jungels (3) (EQS)   | Astana Pro Team      | Etixx-Quick Step     |
| 6.     | Tom Dumoulin (TGA)       | Marcel Kittel (2) (EQS) | Damiano Cunego (NIP)     | Bob Jungels (3) (EQS)   | Astana Pro Team      | Etixx-Quick Step     |
| 7.     | Tom Dumoulin (TGA)       | André Greipel (4) (LTS) | Tim Wellens (LTS)        | Bob Jungels (3) (EQS)   | Astana Pro Team      | Lotto Soudal         |
| 8.     | Gianluca Brambilla (EQS) | André Greipel (4) (LTS) | Tim Wellens (LTS)        | Bob Jungels (3) (EQS)   | Etixx-Quick Step     | Etixx-Quick Step     |
| 9.     | Gianluca Brambilla (EQS) | André Greipel (4) (LTS) | Tim Wellens (LTS)        | Bob Jungels (3) (EQS)   | Etixx-Quick Step     | Etixx-Quick Step     |
| 10.    | Bob Jungels (EQS)        | André Greipel (4) (LTS) | Damiano Cunego (NIP)     | Bob Jungels (3) (EQS)   | Movistar Team        | Etixx-Quick Step     |
| 11.    | Bob Jungels (EQS)        | André Greipel (4) (LTS) | Damiano Cunego (NIP)     | Bob Jungels (3) (EQS)   | Movistar Team        | Etixx-Quick Step     |
| 12.    | Bob Jungels (EQS)        | André Greipel (4) (LTS) | Damiano Cunego (NIP)     | Bob Jungels (3) (EQS)   | Movistar Team        | Etixx-Quick Step     |
| 13.    | Andrey Amador (MOV)      | Giacomo Nizzolo (TFS)   | Damiano Cunego (NIP)     | Bob Jungels (3) (EQS)   | Movistar Team        | Etixx-Quick Step     |
| 14.    | Steven Kruijswijk (TLJ)  | Giacomo Nizzolo (TFS)   | Damiano Cunego (NIP)     | Bob Jungels (3) (EQS)   | Astana Pro Team      | Etixx-Quick Step     |
| 15.    | Steven Kruijswijk (TLJ)  | Giacomo Nizzolo (TFS)   | Damiano Cunego (NIP)     | Bob Jungels (3) (EQS)   | Astana Pro Team      | Team Lotto NL-Jumbo  |
| 16.    | Steven Kruijswijk (TLJ)  | Giacomo Nizzolo (TFS)   | Damiano Cunego (NIP)     | Bob Jungels (3) (EQS)   | Astana Pro Team      | Team Lotto NL-Jumbo  |
| 17.    | Steven Kruijswijk (TLJ)  | Giacomo Nizzolo (TFS)   | Damiano Cunego (NIP)     | Bob Jungels (3) (EQS)   | Astana Pro Team      | Team Lotto NL-Jumbo  |
| 18.    | Steven Kruijswijk (TLJ)  | Giacomo Nizzolo (TFS)   | Damiano Cunego (NIP)     | Bob Jungels (3) (EQS)   | Astana Pro Team      | Etixx-Quick Step     |
| 19.    | Esteban Chaves (OGE)     | Giacomo Nizzolo (TFS)   | Damiano Cunego (NIP)     | Bob Jungels (3) (EQS)   | Astana Pro Team      | Etixx-Quick Step     |
| 20.    | Vincenzo Nibali (AST)    | Giacomo Nizzolo (TFS)   | Mikel Nieve (SKY)        | Bob Jungels (3) (EQS)   | Astana Pro Team      | Etixx-Quick Step     |
| 21.    | Vincenzo Nibali (AST)    | Giacomo Nizzolo (TFS)   | Mikel Nieve (SKY)        | Bob Jungels (3) (EQS)   | Astana Pro Team      | Etixx-Quick Step     |
| Sieger | Vincenzo Nibali (AST)    | Giacomo Nizzolo (TFS)   | Mikel Nieve (SKY)        | Bob Jungels (EQS)       | Astana Pro Team      | Etixx-Quick Step     |

### Prämien
Insgesamt wurden 1.366.510 Euro an Preisgeldern ausgeschüttet. Davon erhielt der Sieger 115.668 Euro, der Zweite 58.412 Euro und der Dritte 28.801 Euro. Ein Etappensieg brachte 11.010 Euro ein, ein Tag im Maglia Rosa 1000 Euro. In den Mannschaftswertungen erhielten die jeweiligen Sieger je 5000 Euro.